# Christine Wasterlain
Christine Wasterlain  is een Belgische roeister.

## Sportcarrière
Ze behaalde zilver in skiff dames open categorie op de Europese kampioenschappen roeien 1975
en een bronzen medaille op de Wereldkampioenschappen roeien.
Ze startte pas tijdens haar hogere studies in Brussel met roeien, maar had dan al enkele jaren ervaring met andere sporten achter de rug.
Haar vader was Directeur Generaal van ADEPS, de tegenhanger van BLOSO.